# Sacco (rivière)
Le Sacco est une rivière du Latium, affluent de droite du Liri
Dans le territoire de Frosinone il est appelé Tolero, résidu de l'ancien nom latin Tolerus ou Trerus.

## Caractéristique
La rivière Sacco prend sa source au Colle Cero dans les monts Prénestiens. Son cours de direction sud-est parcourt 87 km et traverse la vallée Latine entre les monts Herniques à nord-est et les monts Lépins au sud-ouest et se jette à Ceprano dans le Liri.
Ses deux principaux affluents sont le Cosa et Alabro.